# Galleguillos (Gajates)

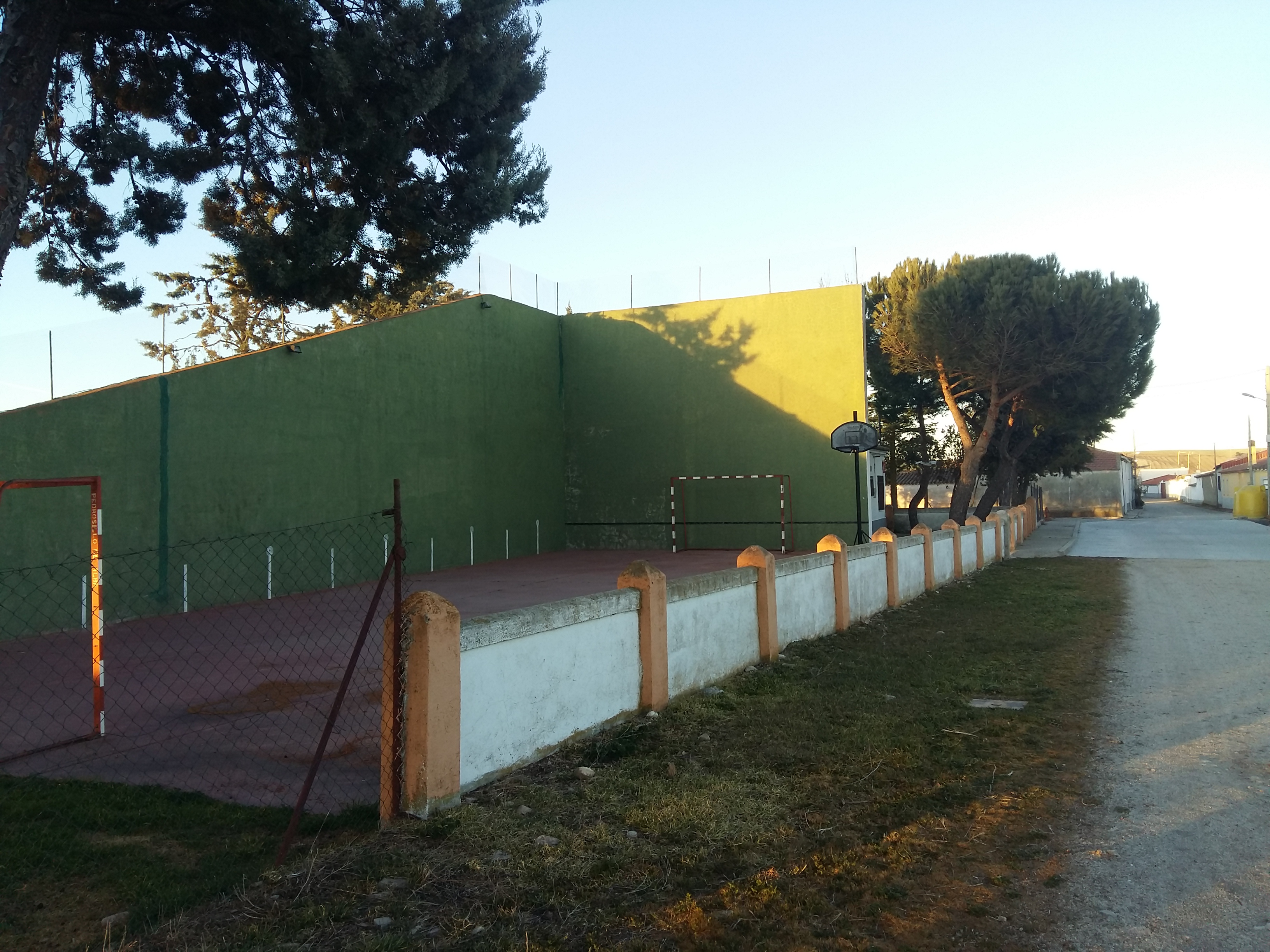
Frontón

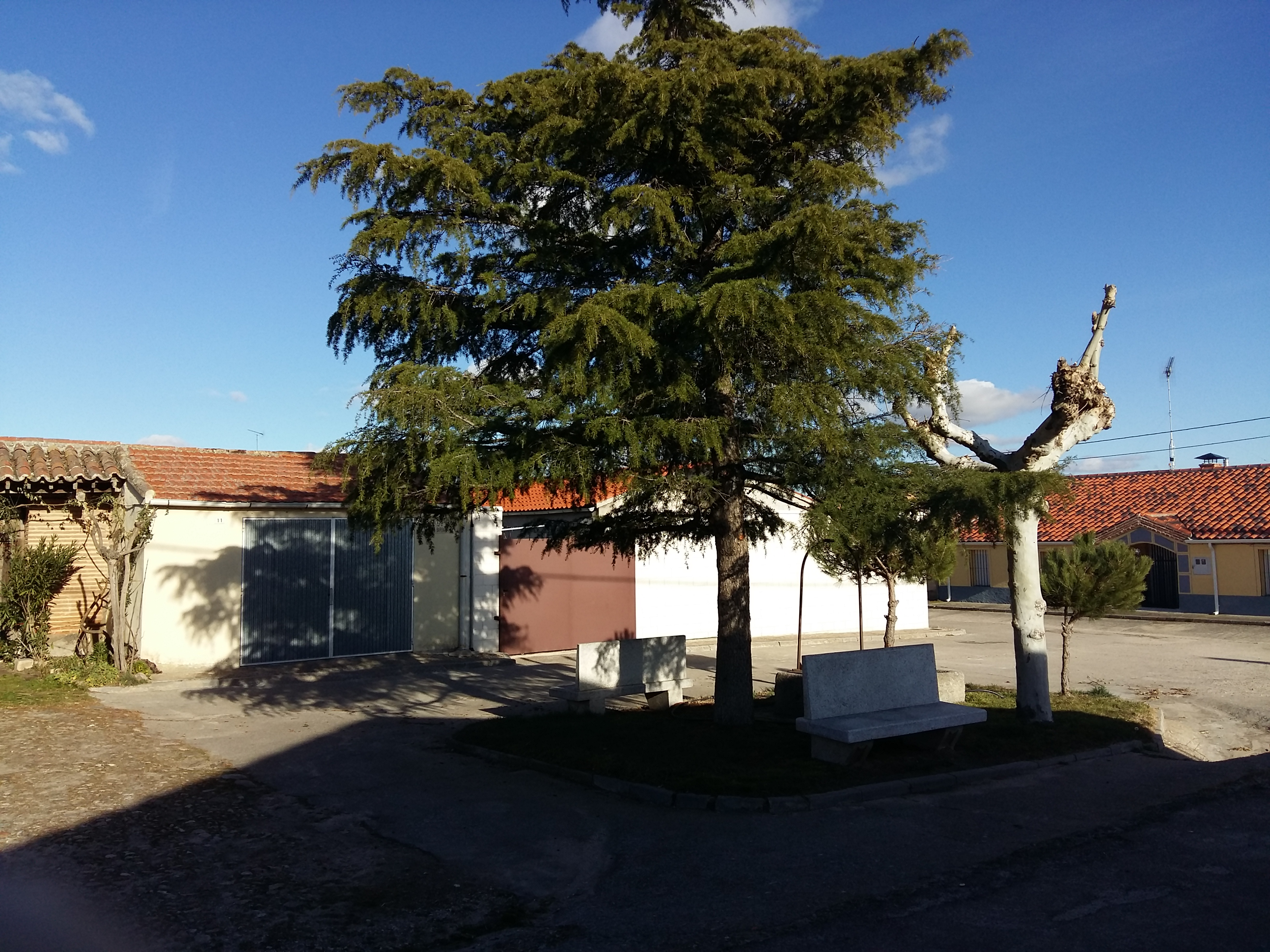
Plaza Santa Bárbara

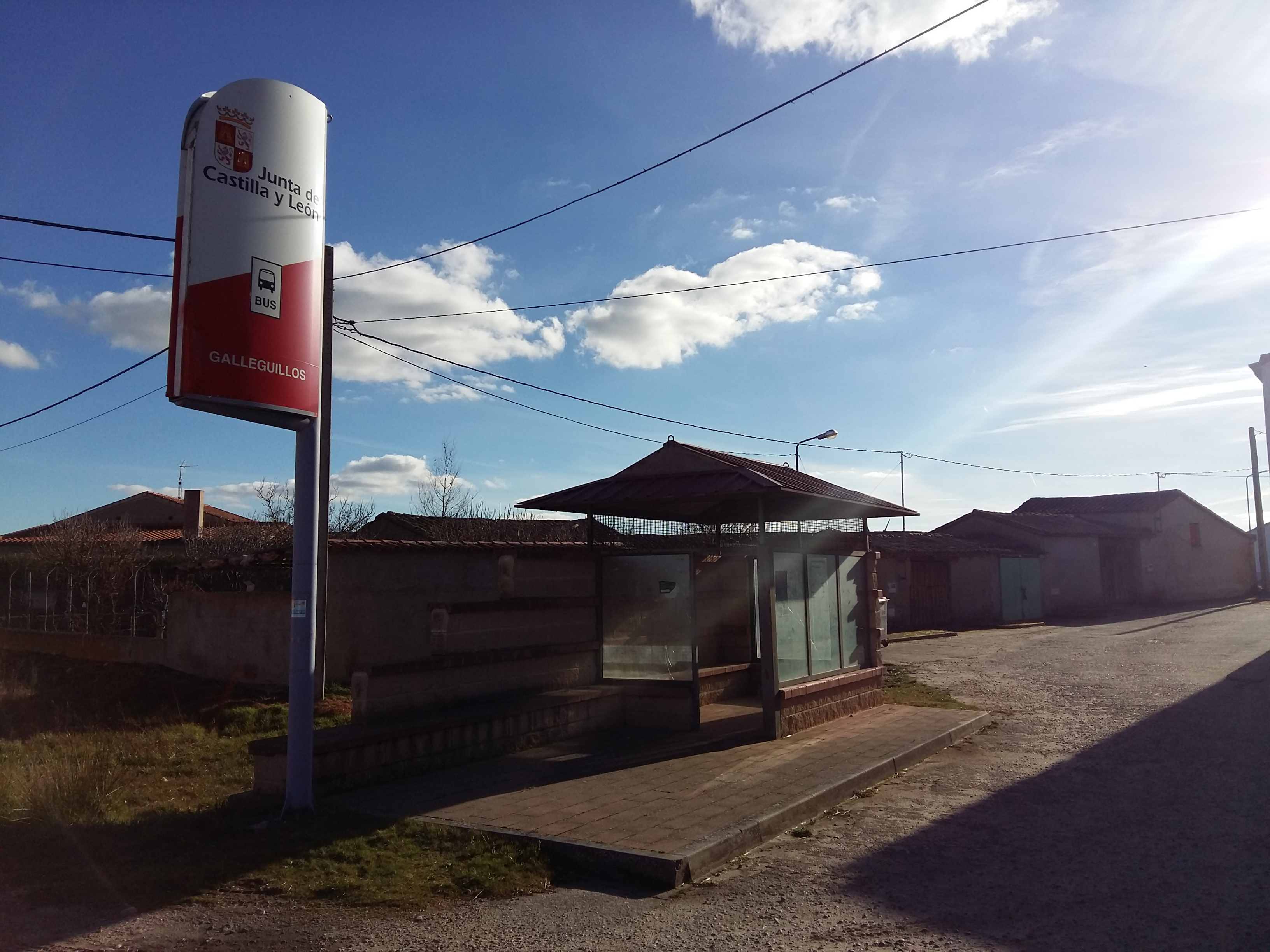
Parada de bus

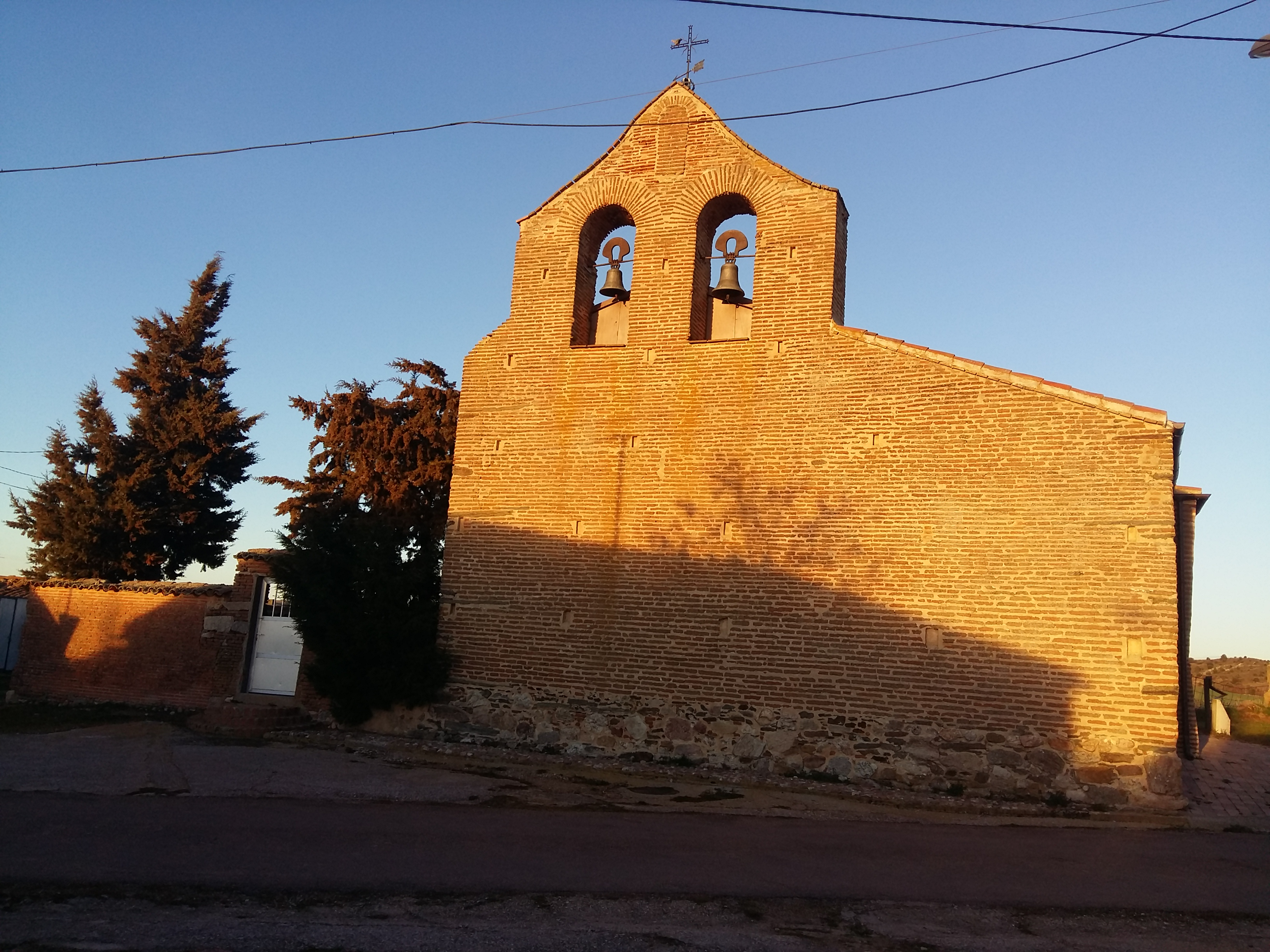
Iglesia de Galleguillos

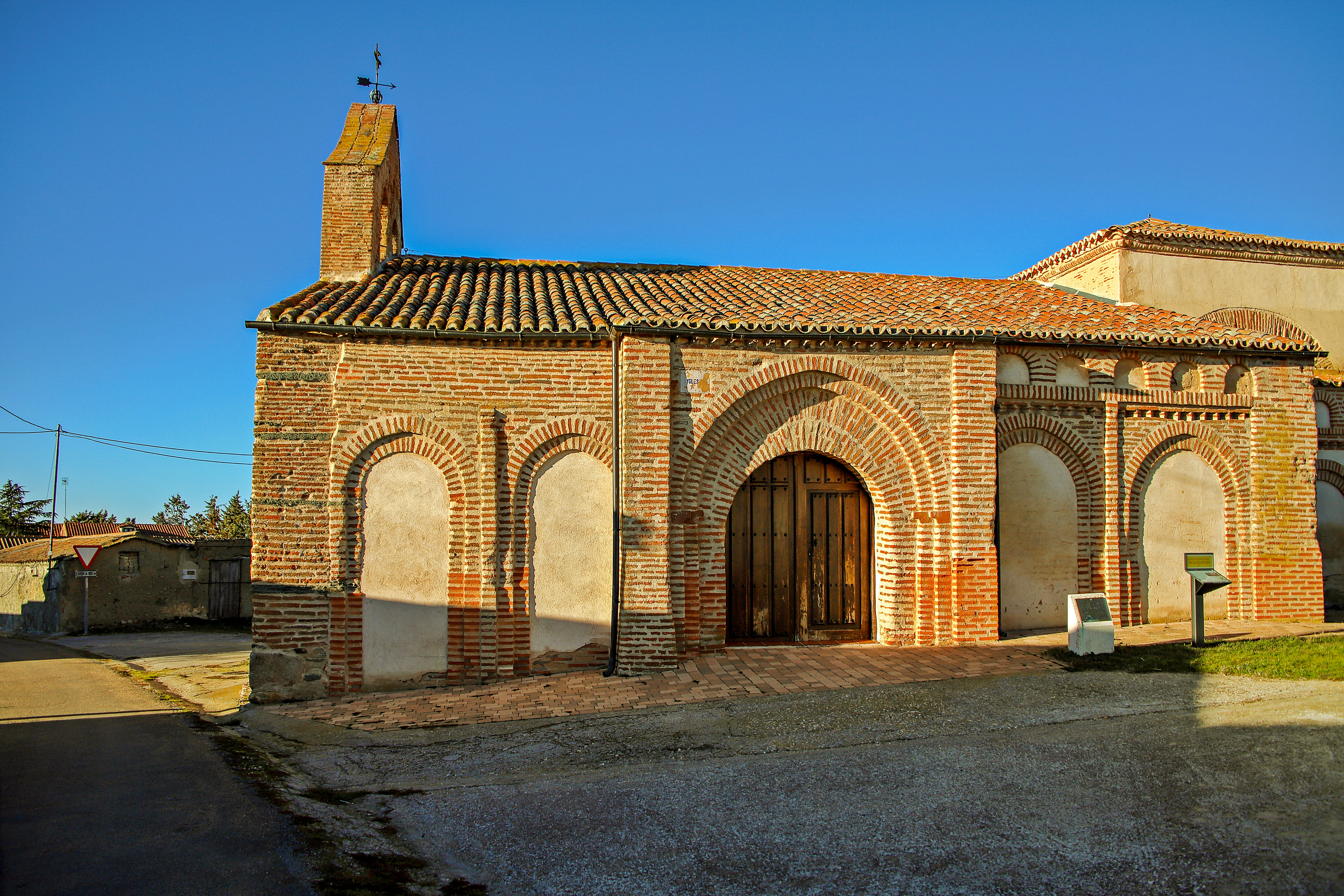
Iglesia de Nuestra Señora de la Asunción

Galleguillos es una localidad y una entidad local menor española perteneciente al municipio de Gajates, dentro de la provincia de Salamanca, comunidad autónoma de Castilla y León.

## Historia
Su fundación se remonta a la repoblación efectuada por los reyes de León en la Edad Media, realizada con gentes procedentes de Galicia, procedencia de los repobladores a que debe su nombre la localidad, que quedó integrada en la jurisdicción de Alba de Tormes, dentro del Reino de León, denominándose en el siglo XIII Galegos de Alfaraz. Debido a su cercanía a la frontera entre los reinos de León y Castilla, en el año 1196 Galleguillos fue una de las localidades de la Tierra de Alba que fue atacada y saqueada por las tropas castellanas. Con la creación de las actuales provincias en 1833, Galleguillos quedó encuadrado en la provincia de Salamanca, dentro de la Región Leonesa, formando parte del partido judicial de Alba de Tormes hasta la desaparición de este y su integración en el de Salamanca.

## Patrimonio
- Iglesia de Nuestra Señora de la Asunción. Declarada Bien de Interés Cultural en 1993,[6] está construida en estilo románico-mudéjar, datando del siglo XIII. Consta de dos naves (se cree que originariamente pudo tener tres).[7]

## Demografía
En 2017 Galleguillos contaba con una población de 44 habitantes, de los que 18 eran hombres y 26 mujeres (INE 2017).
| Gráfica de evolución demográfica de Galleguillos entre 2000 y 2017                       |
|                                                                                          |
| Fuente: Instituto Nacional de Estadística de España - Elaboración gráfica por Wikipedia. |